# Mistrzostwa Europy U-17 w Piłce Nożnej 2023
Mistrzostwa Europy U-17 w Piłce Nożnej 2023 – turniej o mistrzostwo Europy piłkarzy do lat 17. Gospodarzem mistrzostw w 2023 roku zostały wybrane Węgry. Mistrzem po raz czwarty w historii została reprezentacja Niemiec.
W turnieju mogli wystąpić jedynie zawodnicy, którzy urodzili się po 1 stycznia 2006 roku.
Podobnie jak w poprzednich edycjach, które odbyły się w nieparzystych latach, pięć najlepszych drużyn kwalifikowało się do Mistrzostw Świata U-17 2023, które rozegrano w dniach od 10 listopada do 2 grudnia tego samego roku.

## Kwalifikacje
Kwalifikacje do mistrzostw odbyły się w dwóch rundach: tzw. eliminacjach oraz rundy elitarnej. 52 reprezentacje podzielono na 13 grup. Do rundy elitarnej awansowały po dwie najlepsze drużyny z każdej grupy i cztery najlepsze drużyny w klasyfikacji zespołów z trzecich miejsc. Ponieważ reprezentacje Hiszpanii i Holandii zajmowały dwa pierwsze miejsca w rankingu, miały bezpośredni udział w następnej rundzie. W rundzie elitarnej 32 reprezentacje podzielono na 8 grup. Do turnieju finałowego awansowali zwycięzcy grup i siedem najlepszych drużyn w klasyfikacji zespołów z drugich miejsc. Węgry, jako gospodarz, nie musiały brać udziału w kwalifikacjach.

## Losowanie
Losowanie turnieju finałowego odbyło się 3 kwietnia 2023 roku w Budapeszcie. 16 drużyn zostało rozlosowanych do 4 grup. Przed losowaniem 15 drużyn zostało podzielone na dwa koszyki, na podstawie wyników uzyskanych w rundzie elitarnej eliminacji do turnieju. Jedyny wyjątek dotyczył reprezentacji Węgier, która jako gospodarz została przydzielona na 1. miejscu do grupy A. Do każdej z grup turnieju finałowego trafiały po dwie drużyny z koszyka A i z koszyka B.
| Koszyk A | Koszyk B |
| --- | --- |
| - Węgry U-17 (przypisany do grupy A) - Francja U-17 - Portugalia U-17 - Irlandia U-17 - Hiszpania U-17 - Holandia U-17 - Chorwacja U-17 - Serbia U-17 | - Walia U-17 - Włochy U-17 - Niemcy U-17 - Polska U-17 - Anglia U-17 - Szwajcaria U-17 - Słowenia U-17 - Szkocja U-17 |

## Stadiony
Mistrzostwa są rozgrywane na siedmiu stadionach w sześciu miastach.
| Debreczyn                                          | Balmazújváros                                      | Budaörs                  |
| -------------------------------------------------- | -------------------------------------------------- | ------------------------ |
| Nagyerdei Stadion                                  | Városi Sportpálya                                  | Árok utcai pálya         |
| Pojemność: 20 340                                  | Pojemność: 2 435                                   | Pojemność: 1 204         |
|                                                    |                                                    |                          |
| BalmazújvárosDebreczynTelkiBudaörsBudapesztFelcsút | BalmazújvárosDebreczynTelkiBudaörsBudapesztFelcsút | Budapeszt                |
| BalmazújvárosDebreczynTelkiBudaörsBudapesztFelcsút | BalmazújvárosDebreczynTelkiBudaörsBudapesztFelcsút | Hidegkuti Nándor Stadion |
| BalmazújvárosDebreczynTelkiBudaörsBudapesztFelcsút | BalmazújvárosDebreczynTelkiBudaörsBudapesztFelcsút | Pojemność: 5 322         |
| BalmazújvárosDebreczynTelkiBudaörsBudapesztFelcsút | BalmazújvárosDebreczynTelkiBudaörsBudapesztFelcsút |                          |
| Telki                                              | Debreczyn                                          | Felcsút                  |
| Globall Football Park                              | DEAC Stadion                                       | Pancho Aréna             |
| Pojemność: 1 000                                   | Pojemność: 1 500                                   | Pojemność: 3 816         |
|                                                    |                                                    |                          |

## Faza grupowa
Do kolejnego etapu turnieju awansują po dwie najlepsze drużyny z każdej grupy.
| Kryteria rozstrzygania kolejności zespołów w fazie grupowej |
| --- |
| Ranking drużyn w fazie grupowej ustalało się w następujący sposób: 1. Większa liczba punktów zdobytych we wszystkich meczach grupowych; 2. Większa liczba punktów zdobytych w meczach pomiędzy tymi drużynami; 3. Lepszy bilans zdobytych i straconych bramek w meczach pomiędzy tymi drużynami; 4. Większa liczba bramek zdobytych pomiędzy tymi drużynami; 5. Jeżeli po zastosowaniu kryteriów 1-4 pozostają drużyny, dla których nie rozstrzygnięto kolejności, kryteria 1-4 powtarza się z udziałem tylko tych drużyn, jeżeli kolejność jest nierozstrzygnięta, stosuje się dalsze punkty; 6. Lepszy bilans zdobytych i straconych bramek we wszystkich meczach grupowych; 7. Większa liczba bramek zdobytych we wszystkich meczach grupowych; 8. Jeśli w ostatniej kolejce fazy grupowej, dwie drużyny zmierzą się ze sobą i każda z nich ma taką samą liczbę punktów, jak również taką samą liczbę zdobytych i straconych bramek, a wynik zakończy się remisem w meczu pomiędzy tymi drużynami, ustala się ich miejsce grupowe przez serię rzutów karnych. (Kryterium to nie jest stosowane, jeśli więcej niż dwie drużyny mają taką samą liczbę punktów.); 9. Klasyfikacja Fair Play turnieju finałowego: żółta kartka: −1 punkt; pośrednia czerwona kartka (druga żółta kartka): −3 punkty; bzpośrednia czerwona kartka: −3 punkty. 10. Współczynnik UEFA dla losowania rundy kwalifikacyjnej; 11. Losowanie. |

### Grupa A
| Lp. | Drużyna        | M | Z | R | P | B+ | B– | +/– | Pkt | Kwalifikacja           |
| --- | -------------- | - | - | - | - | -- | -- | --- | --- | ---------------------- |
| 1   | Polska U-17    | 3 | 2 | 0 | 1 | 10 | 7  | +3  | 6   | Faza pucharowa         |
| 2   | Irlandia U-17  | 3 | 2 | 0 | 1 | 8  | 7  | +1  | 6   | Faza pucharowa         |
| 3   | Węgry U-17 (H) | 3 | 1 | 0 | 2 | 8  | 9  | −1  | 3   | Odpadnięcie z turnieju |
| 4   | Walia U-17     | 3 | 1 | 0 | 2 | 3  | 6  | −3  | 3   | Odpadnięcie z turnieju |

| 17 maja 2023 16:30 | Polska U-17 · Skoczylas 13', 49' · Szala 44' · Borys 54' · Kądziołka 65' | 5:1(2:1)Raport | Irlandia U-17 · 5' Orazi | Hidegkuti Nándor Stadion, Budapeszt Widzów: 412 Sędzia: Atilla Karaoglan |
|                    |                                                                          |                |                          |                                                                          |

| 17 maja 2023 20:00 | Węgry U-17 · Simon 43' · Szabó 75' · Umathum 81' | 3:0(1:0)Raport | Walia U-17 | Hidegkuti Nándor Stadion, Budapeszt Widzów: 3480 Sędzia: Adam Ladebäck |
|                    |                                                  |                |            |                                                                        |

| 20 maja 2023 16:30 | Irlandia U-17 · Razi 24' · Orazi 34' · Akachukwu 61' | 3:0(2:0)Raport | Walia U-17 | Pancho Aréna, Felcsút Widzów: 714 Sędzia: Elchin Masiyev |
|                    |                                                      |                |            |                                                          |

| 20 maja 2023 20:00 | Węgry U-17 · Varga 55' · Simon 70' · Molnár 90+4' | 3:5(0:2)Raport | Polska U-17 · 8' Skoczylas · 34' Sznaucner · 52' Huras · 76' Tomczyk · 80' Borys | Pancho Aréna, Felcsút Widzów: 2921 Sędzia: Miloš Milanović |
|                    |                                                   |                |                                                                                  |                                                            |

| 23 maja 2023 20:00 | Irlandia U-17 · Kehir 4', 61' · Melia 24', 31' · | 4:2(3:1)Raport | Węgry U-17 · 11' (sam.) Grante · 71' Martin Kern · | Pancho Aréna, Felcsút Widzów: 2577 Sędzia: Atilla Karaoglan |
|                    |                                                  |                |                                                    |                                                             |

| 23 maja 2023 20:00 | Walia U-17 · Biancheri 82' · Morgan 89', 90+1' | 3:0(0:0)Raport | Polska U-17 | Árok utcai pálya, Budaörs Widzów: 318 Sędzia: David Dickinson |
|                    |                                                |                |             |                                                               |

### Grupa B
| Lp. | Drużyna        | M | Z | R | P | B+ | B– | +/– | Pkt | Kwalifikacja           |
| --- | -------------- | - | - | - | - | -- | -- | --- | --- | ---------------------- |
| 1   | Hiszpania U-17 | 3 | 2 | 1 | 0 | 6  | 3  | +3  | 7   | Faza pucharowa         |
| 2   | Serbia U-17    | 3 | 1 | 1 | 1 | 5  | 5  | 0   | 4   | Faza pucharowa         |
| 3   | Włochy U-17    | 3 | 1 | 0 | 2 | 4  | 4  | 0   | 3   | Odpadnięcie z turnieju |
| 4   | Słowenia U-17  | 3 | 1 | 0 | 2 | 5  | 8  | −3  | 3   | Odpadnięcie z turnieju |

| 18 maja 2023 17:00 | Serbia U-17 · Cvetković 66' · Petrović 82' | 2:4(0:3)Raport | Słowenia U-17 · 4' Pejičić · 10' Topalović · 34' Jakupović · 52' Hrvatin | Globall Football Park, Telki Widzów: 308 Sędzia: Jamie Robinson |
|                    |                                            |                |                                                                          |                                                                 |

| 18 maja 2023 20:00 | Włochy U-17 · Ragnoli Galli 38' | 1:2(1:0)Raport | Hiszpania U-17 · 53', 75' Guiu | Árok utcai pálya, Budaörs Widzów: 1 060 Sędzia: Miloš Milanović |
|                    |                                 |                |                                |                                                                 |

| 21 maja 2023 16:30 | Hiszpania U-17 · Guiu 28' · Mesa 45+1' · Yamal 50' (k.) | 3:1(2:0)Raport | Słowenia U-17 · 54' Topalović | Hidegkuti Nándor Stadion, Budapeszt Widzów: 917 Sędzia: Michal Očenáš |
|                    |                                                         |                |                               |                                                                       |

| 21 maja 2023 20:00 | Serbia U-17 · Maksimović 39' · Cvetković 59' | 2:0(1:0)Raport | Włochy U-17 | Hidegkuti Nándor Stadion, Budapeszt Sędzia: Adam Ladebäck |
|                    |                                              |                |             |                                                           |

| 24 maja 2023 17:00 | Hiszpania U-17 · Yamal 78' | 1:1(0:0)Raport | Serbia U-17 · 68' Maksimović | Árok utcai pálya, Budaörs Sędzia: Damian Sylwestrzak |
|                    |                            |                |                              |                                                      |

| 24 maja 2023 17:00 | Słowenia U-17 | 0:3(0:0)Raport | Włochy U-17 · 60', 82' Mannini · 87' De Pieri | Globall Football Park, Telki Sędzia: Elchin Masiyev |
|                    |               |                |                                               |                                                     |

### Grupa C
| Lp. | Drużyna         | M | Z | R | P | B+ | B– | +/– | Pkt | Kwalifikacja           |
| --- | --------------- | - | - | - | - | -- | -- | --- | --- | ---------------------- |
| 1   | Niemcy U-17     | 3 | 3 | 0 | 0 | 10 | 1  | +9  | 9   | Faza pucharowa         |
| 2   | Francja U-17    | 3 | 1 | 1 | 1 | 5  | 5  | 0   | 4   | Faza pucharowa         |
| 3   | Portugalia U-17 | 3 | 1 | 1 | 1 | 3  | 6  | −3  | 4   | Odpadnięcie z turnieju |
| 4   | Szkocja U-17    | 3 | 0 | 0 | 3 | 2  | 8  | −6  | 0   | Odpadnięcie z turnieju |

| 17 maja 2023 16:30 | Szkocja U-17 · Wilson 71' | 1:3(0:2)Raport | Francja U-17 · 5' Issoufou · 45' Gadou · 75' (sam.) Ellis | Nagyerdei Stadion, Debreczyn Widzów: 298 Sędzia: Elchin Masiyev |
|                    |                           |                |                                                           |                                                                 |

| 17 maja 2023 20:00 | Portugalia U-17 | 0:4(0:2)Raport | Niemcy U-17 · 32' Darvich · 39' Kabar · 59', 90+4' Ramsak | Nagyerdei Stadion, Debreczyn Widzów: 409 Sędzia: Damian Sylwestrzak |
|                    |                 |                |                                                           |                                                                     |

| 20 maja 2023 15:00 | Portugalia U-17 · Tomé 3' · Sousa 20' | 2:1(2:0)Raport | Szkocja U-17 · 88' Connolly | DEAC Stadion, Debreczyn Widzów: 575 Sędzia: David Šmajc |
|                    |                                       |                |                             |                                                         |

| 20 maja 2023 20:00 | Francja U-17 · Sylla 39' | 1:3(1:0)Raport | Niemcy U-17 · 56', 63' Brunner · 60' Ramsak | Városi Sportpálya, Balmazújváros Widzów: 765 Sędzia: Atilla Karaoglan |
|                    |                          |                |                                             |                                                                       |

| 23 maja 2023 15:00 | Francja U-17 · Gomis 10' | 1:1(1:1)Raport | Portugalia U-17 · 41' Patrício | Városi Sportpálya, Balmazújváros Sędzia: Adam Ladebäck |
|                    |                          |                |                                |                                                        |

| 23 maja 2023 15:00 | Niemcy U-17 · Darvich 49' · Dárdai 54' · Wätjen 90+1' | 3:0(0:0)Raport | Szkocja U-17 | DEAC Stadion, Debreczyn Sędzia: Oliver Reitala |
|                    |                                                       |                |              |                                                |

### Grupa D
| Lp. | Drużyna         | M | Z | R | P | B+ | B– | +/– | Pkt | Kwalifikacja           |
| --- | --------------- | - | - | - | - | -- | -- | --- | --- | ---------------------- |
| 1   | Anglia U-17     | 3 | 2 | 1 | 0 | 5  | 1  | +4  | 7   | Faza pucharowa         |
| 2   | Szwajcaria U-17 | 3 | 2 | 1 | 0 | 4  | 1  | +3  | 7   | Faza pucharowa         |
| 3   | Chorwacja U-17  | 3 | 0 | 1 | 2 | 2  | 4  | −2  | 1   | Odpadnięcie z turnieju |
| 4   | Holandia U-17   | 3 | 0 | 1 | 2 | 2  | 7  | −5  | 1   | Odpadnięcie z turnieju |

| 18 maja 2023 15:00 | Szwajcaria U-17 · Boteli 49' · Zé 54' | 2:0(0:0)Raport | Holandia U-17 | DEAC Stadion, Debreczyn Widzów: 411 Sędzia: Michal Očenáš |
|                    |                                       |                |               |                                                           |

| 18 maja 2023 20:00 | Chorwacja U-17 | 0:1(0:1)Raport | Anglia U-17 · 8' Nwaneri | Városi Sportpálya, Balmazújváros Widzów: 700 Sędzia: David Šmajc |
|                    |                |                |                          |                                                                  |

| 21 maja 2023 16:30 | Chorwacja U-17 · Levak 32' | 1:2(1:1)Raport | Szwajcaria U-17 · 9' Xhemalija · 83' Akahomen | Nagyerdei Stadion, Debreczyn Widzów: 710 Sędzia: Jamie Robinson |
|                    |                            |                |                                               |                                                                 |

| 21 maja 2023 20:00 | Holandia U-17 · Hartog 71' | 1:4(0:1)Raport | Anglia U-17 · 7' Lewis-Skelly · 80', 90+3' (k.) Dada-Mascoll · 90+4' Oboavwoduo | Nagyerdei Stadion, Debreczyn Sędzia: Damian Sylwestrzak |
|                    |                            |                |                                                                                 |                                                         |

| 24 maja 2023 15:00 | Holandia U-17 · Bal 53' | 1:1(0:0)Raport | Chorwacja U-17 · 66' Puljić | Városi Sportpálya, Balmazújváros Sędzia: Radoslav Gidzhenov |
|                    |                         |                |                             |                                                             |

| 24 maja 2023 15:00 | Anglia U-17 | 0:0(0:0)Raport | Szwajcaria U-17 | DEAC Stadion, Debreczyn Sędzia: Lothar D'Hondt |
|                    |             |                |                 |                                                |

## Faza pucharowa
|  | Ćwierćfinały    | Ćwierćfinały |                |       | Półfinały | Półfinały |  |  | Finał | Finał |
|  |                 |              |                |       |           |           |  |  |       |       |
|  | 27 maja         |              |                |       |           |           |  |  |       |       |
|  |                 |              |                |       |           |           |  |  |       |       |
|  | Polska U-17     | 3            |                |       |           |           |  |  |       |       |
|  | Polska U-17     | 3            | 30 maja        |       |           |           |  |  |       |       |
|  | Serbia U-17     | 2            |                |       |           |           |  |  |       |       |
|  | Serbia U-17     | 2            | Polska U-17    | 3     |           |           |  |  |       |       |
|  | 27 maja         |              | Polska U-17    | 3     |           |           |  |  |       |       |
|  |                 | Niemcy U-17  | 5              |       |           |           |  |  |       |       |
|  | Niemcy U-17     | Niemcy U-17  | 5              | 1 (3) |           |           |  |  |       |       |
|  | Niemcy U-17     |              | 2 czerwca      | 1 (3) |           |           |  |  |       |       |
|  | Szwajcaria U-17 | 1 (2)        |                |       |           |           |  |  |       |       |
|  | Szwajcaria U-17 | 1 (2)        | Niemcy U-17    | 0 (5) |           |           |  |  |       |       |
|  | 27 maja         |              | Niemcy U-17    | 0 (5) |           |           |  |  |       |       |
|  |                 | Francja U-17 | 0 (4)          |       |           |           |  |  |       |       |
|  | Hiszpania U-17  | Francja U-17 | 0 (4)          | 3     |           |           |  |  |       |       |
|  | Hiszpania U-17  | 30 maja      |                | 3     |           |           |  |  |       |       |
|  | Irlandia U-17   | 0            |                |       |           |           |  |  |       |       |
|  | Irlandia U-17   | 0            | Hiszpania U-17 | 1     |           |           |  |  |       |       |
|  | 27 maja         |              | Hiszpania U-17 | 1     |           |           |  |  |       |       |
|  |                 | Francja U-17 | 3              |       | Mecz o MŚ | Mecz o MŚ |  |  |       |       |
|  | Anglia U-17     | Francja U-17 | 3              | 0     | Mecz o MŚ | Mecz o MŚ |  |  |       |       |
|  | Anglia U-17     |              | 30 maja        | 0     |           |           |  |  |       |       |
|  | Francja U-17    | 1            |                |       |           |           |  |  |       |       |
|  | Francja U-17    | 1            | Anglia U-17    | 4     |           |           |  |  |       |       |
|  |                 |              |                |       |           |           |  |  |       |       |
|  | Szwajcaria U-17 | 2            |                |       |           |           |  |  |       |       |
|  | Szwajcaria U-17 | 2            |                |       |           |           |  |  |       |       |

### Ćwierćfinały
| 27 maja 2023 15:00 | Polska U-17 · Krzyżanowski 4' · Mikołajewski 62' (k.) · Rejczyk 89' · | 3:2(1:0)Raport | Serbia U-17 · 51' Vukojević · 70' Subotic | Global Football Park, Telki Sędzia: Elchin Masiyev |
|                    |                                                                       |                |                                           |                                                    |

| 27 maja 2023 15:00               | Niemcy U-17 · Brunner 49' | 1:1 k. 3:2(0:1)Raport                      | Szwajcaria U-17 · 16' (k.) Boteli | DEAC Stadion, Debreczyn Sędzia: Jamie Robinson |
|                                  |                           |                                            |                                   |                                                |
|                                  |                           | Rzuty karne                                |                                   |                                                |
| Ramsak · Osawe · Dárdai · Wätjen |                           | Parente · Fasano · Grando · Smith · Boteli |                                   |                                                |

| 27 maja 2023 20:00 | Hiszpania U-17 · Granados 22' · Guiu 69' · Yamal 72' | 3:0(1:0)Raport | Irlandia U-17 | Hidegkuti Nándor Stadion, Budapeszt Sędzia: Miloš Milanović |
|                    |                                                      |                |               |                                                             |

| 27 maja 2023 20:00 | Anglia U-17 | 0:1(0:0)Raport | Francja U-17 · 89' (k.) Lambourde | Városi Sportpálya, Balmazújváros Sędzia: Attilla Karaoglan |
|                    |             |                |                                   |                                                            |

### Mecz o awans do MŚ U-17 2023
| 30 maja 2023 15:00 | Anglia U-17 · Archie Gray 17' · Zakariya Lovelace 67' · Michael Golding 68' · Kadan Young 76' | 4:2(1:1)Raport | Szwajcaria U-17 · 45+1' Elio Rufener · 52' Demir Xhemalija | Árok utcai pálya, Budaörs Sędzia: Damian Sylwestrzak |
|                    |                                                                                               |                |                                                            |                                                      |

### Półfinały
| 30 maja 2023 16:30 | Polska U-17 · Daniel Mikołajewski 7' · Karol Borys 31' · Filip Wolski 68' | 3:5(2:1)Raport | Niemcy U-17 · 22' Max Moerstedt · 57' Paris Brunner · 65' Charles Herrmann · 79' Assan Ouédraogo · 83' Robert Ramsak | Pancho Aréna, Felcsút Sędzia: Michal Ocenáš |
|                    |                                                                           |                | |                                             |

| 30 maja 2023 20:00 | Hiszpania U-17 · Lamine Yamal 69' | 1:3(0:0)Raport | Francja U-17 · 73' Mathis Lambourde · 80' Yanis Ali Issoufou · 90+1' Tidiam Gomis | Pancho Aréna, Felcsút Sędzia: Adam Ladebäck |
|                    |                                   |                |                                                                                   |                                             |

### Finał
| 2 czerwca 2023 20:00                                      | Niemcy U-17 | 0:0 k. 5:4(0:0)Raport                                       | Francja U-17 | Hidegkuti Nándor Stadion, Budapeszt Sędzia: Attilla Karaoglan |
|                                                           |             |                                                             |              |                                                               |
|                                                           |             | Rzuty karne                                                 |              |                                                               |
| Darvich · Herrmann · Dárdai · Bulut · Brunner · Ouédraogo |             | Kayi Sanda · Lambourde · Tincres · Sangui · Sylla · Bouabré |              |                                                               |

## Strzelcy
Stan na 30 maja 2023.

### 4 gole
- Marc Guiu
- Lamine Yamal
- Paris Brunner
- Robert Ramsak

### 3 gole
- Karol Borys
- Mateusz Skoczylas

### 2 gole
- Isaiah Dada-Mascoll
- Tidiam Gomis
- Yanis Ali Issoufou
- Mathis Lambourde
- Luke Kehir
- Mason Melia
- Ikechukwu Orazi
- Noah Darvich
- Daniel Mikołajewski
- Mihajlo Cvetković
- Andrija Maksimović
- Luka Topalović
- Winsley Boteli
- Demir Xhemalija
- Iwan Morgan
- Benedek Simon
- Mattia Mannini

### 1 gol
- Michael Golding
- Archie Gray
- Myles Lewis-Skelly
- Zakariya Lovelace
- Ethan Nwaneri
- Justin Oboavwoduo
- Kadan Young
- Sergej Levak
- Ljubo Puljić
- Joane Kouakou Gadou
- Fodé Moussa Sylla
- Alejandro Granados
- Óscar Mesa
- Jesse Bal
- Jasper Hartog
- Romeo Akachukwu
- Najemedine Razi
- Bence Dárdai
- Charles Herrmann
- Almugera Kabar
- Max Moerstedt
- Assan Ouédraogo
- Kjell-Arik Wätjen
- Mike Huras
- Szymon Kądziołka
- Jakub Krzyżanowski
- Filip Rejczyk
- Dominik Szala
- Maksymilian Sznaucner
- Oskar Tomczyk
- Fabian Wolski
- Nuno Patrício
- Gonçalo Sousa
- Olivio Tomé
- Andrej Petrović
- Andrej Subotić
- Veljko Vukojević
- Rene Hrvatin
- Aldin Jakupović
- David Pejičić
- Lennon Connolly
- Rory Wilson
- Marvin Akahomen
- Elio Rufener
- Arlet Junior Zé
- Gabriele Biancheri
- Martin Kern
- Csaba Molnár
- Szilárd Szabó
- Ádám Umathum
- Zétény Varga
- Giacomo De Pieri
- Federico Ragnoli Galli

### Gole samobójcze
- Jake Grante (dla  Węgry U-17)
- Ruari Ellis (dla  Francja U-17)

## Klasyfikacja
Uwaga: Rozstrzygnięcie meczu w rzutach karnych uznaje się jako remis i obu drużynom dodaje się 1 pkt.
| Miejsce                        | Reprezentacja   | Grupa | Mecze | Punkty | Bramki+ | Bramki– | Bramki +/− |
| ------------------------------ | --------------- | ----- | ----- | ------ | ------- | ------- | ---------- |
| złoto                          | Niemcy U-17     | C     | 6     | 14     | 16      | 5       | +11        |
| srebro                         | Francja U-17    | C     | 6     | 11     | 9       | 6       | +3         |
| brąz                           | Hiszpania U-17  | B     | 5     | 10     | 10      | 6       | +4         |
| brąz                           | Polska U-17     | A     | 5     | 9      | 16      | 14      | +2         |
| Wyeliminowane w ćwierćfinale   |                 |       |       |        |         |         |            |
| 5.                             | Anglia U-17     | D     | 5     | 10     | 9       | 4       | +5         |
| 6.                             | Szwajcaria U-17 | D     | 5     | 8      | 7       | 6       | +1         |
| 7.                             | Irlandia U-17   | A     | 4     | 6      | 8       | 10      | −2         |
| 8.                             | Serbia U-17     | B     | 4     | 4      | 8       | 7       | +1         |
| Wyeliminowane w fazie grupowej |                 |       |       |        |         |         |            |
| 9.                             | Portugalia U-17 | C     | 3     | 4      | 3       | 6       | −3         |
| 10.                            | Włochy U-17     | B     | 3     | 3      | 4       | 4       | 0          |
| 11.                            | Węgry U-17      | A     | 3     | 3      | 8       | 9       | −1         |
| 12.                            | Słowenia U-17   | B     | 3     | 3      | 5       | 8       | −3         |
| 13.                            | Walia U-17      | A     | 3     | 3      | 3       | 6       | −3         |
| 14.                            | Chorwacja U-17  | D     | 3     | 1      | 2       | 4       | −2         |
| 15.                            | Holandia U-17   | D     | 3     | 1      | 2       | 7       | −5         |
| 16.                            | Szkocja U-17    | C     | 3     | 0      | 2       | 8       | −6         |